# Thư viện Nghệ thuật Bridgeman kiện Công ty Corel
Thư viện Nghệ thuật Bridgeman kiện Corel Corp., hồ sơ vụ án 36 F. Supp. 2d 191 (Khu nam New York năm 1999), là một phán quyết của Tòa án Hoa Kỳ đặc trách khu nam New York, cho rằng những phiên bản in ấn giống hệt các hình ảnh thuộc phạm vi công cộng sẽ không được luật tác quyền bảo vệ vì các phiên bản này thiếu tính sáng tác chính gốc. Cho dù sự tái tạo chính xác đó đòi hỏi rất nhiều kỹ năng, kinh nghiệm và nỗ lực nhưng căn bản chính của luật tác quyền Hoa Kỳ là tác phẩm được bảo vệ tác quyền phải chứng tỏ đủ tính sáng tác chính gốc.

## Sự kiện
Vụ án này chính nó là kết quả của Thư viện Nghệ thuật Bridgeman chất vấn tập đoàn Corel Corporation về việc công ty này tái tạo những phim hình mà Thư viện đã chế tác từ các bức họa gốc thuộc phạm vi công cộng.

## Tranh cãi
Thư viện cũng nhấn mạnh rằng theo luật Xứ Wales và Anh, những tác phẩm tái tạo như thế dường như được luật bản quyền bảo vệ; Tòa bác bỏ điều này và cho rằng nó không được áp dụng đối với sự vụ như thế dưới quyền pháp lý của Hoa Kỳ (mặc dù sự thật rằng vụ xử ban đầu được phân xử dưới luật Anh) và nêu lên ngờ vực rằng có phải thái độ của Vương quốc Anh về việc tái tạo này có tính pháp lý định đoạt như bên nguyên cáo đã đưa ra: "Trong khi kết luận của Tòa dựa trên luật tài phán bảo vệ tác quyền, Tòa tin rằng lý lẽ đưa ra của nguyên cáo sẽ đổ cho dù luật tài phán là luật của Vương quốc Anh."[1] Tuy nhiên những sự kiện vừa qua đã tung thêm những ngờ vực về giá trị pháp lý của những phán quyết ban đầu của tòa án dưới luật Vương quốc Anh. Không chỉ Nhóm Tác quyền Viện bảo tàng, được ghi ra dưới đây, đã nhận được cố vấn về pháp lý tại Vương quốc Anh để lật ngược các phán quyết mà mới vừa qua trong tháng 5 năm 2007, hai giáo sư hàng đầu về tài sản trí tuệ tại Trường Queen Mary thuộc Đại học London đã thực hiện tái diễn lại vụ án và kết quả là có một sự phán quyết có lợi cho Bridgeman, và chống Corel. Trong luật tác quyền Anh mà thẩm phán Hoa Kỳ có vẻ như đã hiểu sai đó là kỹ năng, lao động và óc sáng tạo của người sáng tác được luật tác quyền bảo vệ nhiều như với "tính sáng tác chính gốc". Như thế, kỹ năng, lao động và óc sáng tạo đã tạo nên một hình ảnh chất lượng cao mà có thể được bảo vệ bởi luật tác quyền tại Vương quốc Anh.

## Quyết định của tòa
Tòa án đã phán xét có lợi cho bên bị cáo là tập đoàn Corel Corporation.

## Kết cục
Vụ xử đã tạo ra mối quan tâm lớn trong nhiều viện bảo tàng khác nhau vì họ tồn tại nhờ vào lợi tức thu được từ việc cấp phép tái tạo hình ảnh vật thể và sáng tác trong bộ sưu tập của họ. Một số suy đoán cho rằng trường hợp như thế sẽ không được áp dụng đối với hình ảnh vật thể không gian ba chiều vì bố cục hình ảnh sẽ cần một số sáng tạo. Dòng lý luận này đã được theo dõi trong những vụ xử khác, chẳng hạn như vụ xử Eastern America Trio Products kiện Tang Electronic Corp (năm 2000) được phán quyết rằng có "tầm vực rất rộng lớn về bản quyền đối với hình ảnh, bao gồm hầu như bất cứ hình ảnh nào mà có vẻ không phải chỉ đơn thuần là sao chép."
Vụ xử đã tạo cơ hội cho việc sử dụng và tái sử dụng công cộng các tác phẩm nghệ thuật xưa cũ một cách rộng rãi. Nó cũng đã thuyết phục một số thư viện quan trọng từ bỏ hạn chế trong việc tái tạo lại các hình ảnh mà bản quyền đã hết hạn.
Một số toà án liên bang đã dựa theo phán quyết trong vụ xử Bridgeman như quan điểm chung của một tòa án khu vực mặc dù chưa có quyền pháp lý đáng thuyết phục nào đã được xác nhận. Nó chưa được bất cứ một tòa thượng thẩm nào sử dụng, có nghĩa là nó chưa được ủy thác một quyền pháp lý nào và (sau hết) nó cũng chưa được Tối cao Pháp viện Hoa Kỳ xem xét. Tuy nhiên, phán quyết sau này trong vụ Feist Publications kiện Rural Telephone Service (năm 1991) đã bác bỏ thẳng thừng lý lẽ về công lao và phí tổn đáng được cứu xét như bản quyền. Phán quyết này dường như đã làm vững thêm lý luận trước đây trong vụ Bridgeman.

### Liên can với Vương quốc Anh
Mặc dù phán quyết trong vụ Bridgeman nói rằng việc tuyên bố bản quyền sẽ thất bại cho dù áp dụng luật Vương quốc Anh, thật sự chưa có một vụ nào như thế được mang ra xử tại một tòa án Vương quốc Anh khiến việc áp dụng luật Vương quốc Anh chưa biết ra sao đối với một vụ án như thế. Đặc biệt, việc bảo vệ bản quyền dựa vào kỹ năng và lao động của người sáng tác, được biết với tên gọi "sweat of the brow", đã được xác nhận trong những vụ xử tại Vương quốc Anh trong khi bị Tối cao Pháp viện Hoa Kỳ bác bỏ năm 1991.
Việc nhắc đến Luật Anh và Xứ Wales trong phán quyết của vụ án đã khiến Nhóm Tác quyền Viện bảo tàng (Museums Copyright Group) tư tại Vương quốc Anh đưa ra một bản báo cáo về vụ này trong năm 2004. Lời lẽ của họ là rằng phán quyết của vụ xử "không bị ràng buộc tại Vương quốc Anh và đáng ngờ vực về quyền hạn pháp lý, thậm chí là tại Hoa Kỳ. Nó đã không ảnh hưởng đến cách mà các viện bảo tàng thương thảo hoặc cấp phép bản quyền và không có người sử dụng cho mục đích thương mại nào cố tình gây khó khăn đối với quan điểm của các viện bảo tàng." Tuy nhiên, họ là một nhóm có quan tâm tất nhiên đến kết quả của vụ xử, quan điểm của họ không thể xem là nhạt nhẽo vô bổ. Dù vậy các thư viện và các viện bảo tàng chính ở Vương quốc Anh vẫn tiếp tục tuyên bố bản quyền trên các mặt hàng hình ảnh tái tạo trong bộ sưu tập của họ.